# Dribbling

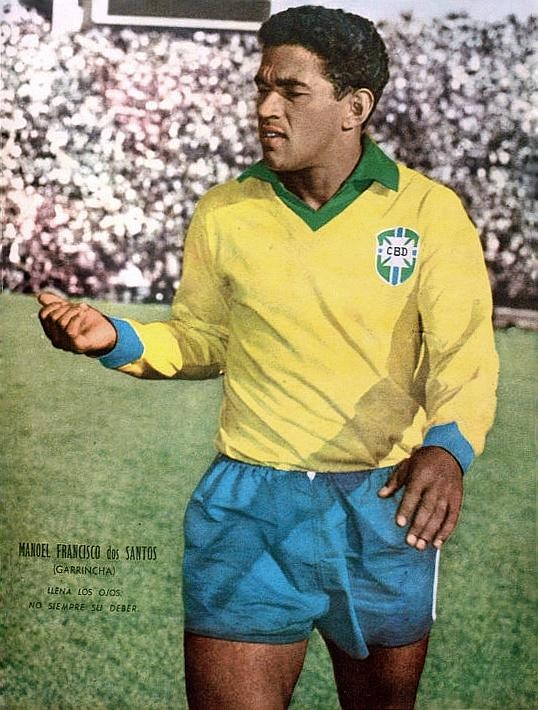
Garrincha - en av de bästa dribblers världen skådat.

Dribbling är när en spelare inom lagsporter som fotboll, på egen hand, utan att ta hjälp av en medspelare, inom spelplanens begränsade yta kan framföra en boll (eller puck) med sådan kontroll över den att det är svårt för en motståndare att ta den ifrån honom eller henne. 

## Dribblingtaktik
Ofta tar dribblern olika "finter" till sin hjälp för att lura sin motståndare. Detta kan, inom fotbollen, bestå i att dribblern hoppar över bollen med en fot och sedan tar den med sig med den andra. Olika kroppsfinter, då spelaren lutar sin kropp åt motsatt intentionellt rörelsehåll, tillsammans med snabba kontakter mellan fot och boll i olika sidleds- och/eller djupledsförflyttningar av den senare är andra medel med vilka en dribbler försöker lura sin motståndare.

## Kända dribblare
Exempel på kända, framgångsrika "dribblers" är svenska fotbollsspelaren Lennart Skoglund, ishockeyspelaren Lars-Gunnar Lundberg och brasilianska fotbollsspelarna Marta och Garrincha.